# Vlag van Beek en Donk

Vlag van de gemeente Beek en Donk
(1956-1997)

De vlag van Beek en Donk werd op 19 juli 1956 bij raadsbesluit vastgesteld als de gemeentelijke vlag van de Noord-Brabantse gemeente Beek en Donk. De vlag kan als volgt worden beschreven:
Zes banen van groen, wit en rood, waarvan de hoogten zich verhouden als 28:19:28:28:19:28, met in de broektop een vierkant met daarin het wapen van Beek en Donk.
De kleur groen is ontleend aan het gilde Sint-Antonius in de parochie Beek, het rood aan het gilde Sint-Leonardus in de parochie Donk. Wit is de kleur die de beide parochies omvattende sportclub Sparta gebruikte. Omdat de vlag van Iran dezelfde kleuren omvatte zijn de witte banen versmald.
Later werd de beschrijving aangepast om te verduidelijken dat niet het wapen als zodanig maar de vier kwartieren op het wapenschild op de vlag werden afgebeeld.
In 1997 is Beek en Donk opgegaan in de nieuw opgerichte gemeente Laarbeek, waarmee de vlag als gemeentevlag kwam te vervallen.

## Verwante afbeelding

Wapen van Beek en Donk

Aalburg 
· Aarle-Rixtel 
· Alphen en Riel 
· Bakel en Milheeze 
· Beek en Donk 
· Beers 
· Berghem 
· Berkel-Enschot 
· Berlicum 
· Bladel en Netersel 
· Borkel en Schaft 
· Boxmeer 
· Budel 
· Chaam 
· Cuijk 
· Cuijk en Sint Agatha 
· Den Dungen 
· Diessen 
· Dinteloord en Prinsenland 
· Drunen 
· Dussen 
· Engelen 
· Erp 
· Esch 
· Escharen 
· Fijnaart en Heijningen 
· Geffen 
· Geldrop 
· Gemert 
· Giessen 
· Ginneken en Bavel 
· Grave 
· 's Gravenmoer 
· Haaren 
· Halsteren 
· Haps 
· Heesch 
· Heeswijk-Dinther 
· Heeze 
· Helvoirt 
· Hoeven 
· Hooge en Lage Mierde 
· Hooge en Lage Zwaluwe 
· Hoogeloon, Hapert en Casteren 
· Huijbergen 
· Klundert 
· Landerd 
· Leende 
· Liempde 
· Lieshout 
· Lith 
· Luyksgestel 
· Maarheeze 
· Maasdonk 
· Made en Drimmelen 
· Megen, Haren en Macharen 
· Mierlo 
· Mill en Sint Hubert 
· Moergestel 
· Nieuw-Ginneken 
· Nieuw-Vossemeer 
· Nistelrode 
· Nuland 
· Oeffelt 
· Oost-, West- en Middelbeers 
· Oploo, Sint Anthonis en Ledeacker 
· Ossendrecht 
· Oud en Nieuw Gastel 
· Oudenbosch 
· Prinsenbeek 
· Putte 
· Raamsdonk 
· Ravenstein 
· Reusel 
· Riethoven 
· Rijsbergen 
· Rijswijk 
· Roosendaal en Nispen 
· Rosmalen 
· Schaijk 
· Schijndel 
· Sint Anthonis 
· Sint-Oedenrode 
· Sprang-Capelle 
· Standdaarbuiten 
· Terheijden 
· Teteringen 
· Uden 
· Udenhout 
· Veghel
· Vessem, Wintelre en Knegsel 
· Vierlingsbeek 
· Vlijmen 
· Wanroij 
· Waspik 
· Werkendam 
· Westerhoven 
· Willemstad 
· Woudrichem 
· Wouw 
· Zeeland 
· Zevenbergen